# Pravieniškės (stacja kolejowa)
Pravieniškės – stacja kolejowa w miejscowości Pravieniškės, w rejonie koszedarskim, w okręgu kowieńskim, na Litwie. Położona jest na linii Wilno – Kowno.

## Historia
Stacja powstała w XIX w. na linii Wierzbołów-Wilno. Proweniszki (ros. Провенишки, Prowieniszki) położone były pomiędzy stacjami Kowno (w kierunku Wierzbołowa) i Koszedary (w kierunku Wilna).